# Crédit agricole Centre-est
 (août 2013).
Si vous disposez d'ouvrages ou d'articles de référence ou si vous connaissez des sites web de qualité traitant du thème abordé ici, merci de compléter l'article en donnant les références utiles à sa vérifiabilité et en les liant à la section « Notes et références ».
Le Crédit Agricole Centre-est, officiellement Caisse régionale de Crédit Agricole mutuel Centre-est, est l'une des 39 caisses régionales du groupe Crédit agricole. Il est implanté sur deux régions (Bourgogne et Rhône-Alpes) et 3 départements : Saône-et-Loire, Rhône et Ain, auquel s'ajoute la région d'Annonay situé dans le Nord Ardèche.

## Organisation de la gouvernance de la Caisse Régionale

### Les Caisses locales
Le Crédit Agricole Centre-est compte 39 Caisses locales. Elles forment le socle du fonctionnement du groupe Crédit agricole.
Au sein du Crédit Agricole Centre-est, les sociétaires élisent ainsi, 1 445 administrateurs. En 2023, la Caisse régionale regroupe 543 964 sociétaires pour 1 281 246 clients.

## Données financières
| Année                        | 2011 | 2012 | 2013 | 2014 | 2015 | 2016 | 2017 | 2018 | 2019 | 2020 | 2021 | 2022 |
| ---------------------------- | ---- | ---- | ---- | ---- | ---- | ---- | ---- | ---- | ---- | ---- | ---- | ---- |
| Produit net bancaire         | 717  | 704  | 716  | 726  | 751  | 736  | 680  | 729  | 724  | 735  | 765  | 779  |
| Résultat brut d'exploitation | 367  | 343  | 362  | 382  | 400  | 380  | 316  | 358  | 362  | 364  | 381  | 374  |
| Résultat net                 | 228  | 204  | 218  | 231  | 241  | 243  | 235  | 243  | 239  | 224  | 257  | 256  |